# Dicopus victoria
Dicopus victoria är en stekelart som beskrevs av Girault 1920. Dicopus victoria ingår i släktet Dicopus och familjen dvärgsteklar. Inga underarter finns listade i Catalogue of Life.